# Alhaji Gero
Salisu Abdullahi "Alhaji" Gero (født 10. oktober 1993 i Kano) er en nigeriansk fodboldspiller, der siden januar 2016 har været på kontrakt hos Östersunds FK.